# Pfälzischer MBCC

Die pfälzischen MBCC waren vierachsige Drehgestell-Akkumulatortriebwagen mit je einem angetriebenen Drehgestell. Sie wurden ab 1889 auf Bestellung der Pfälzischen Eisenbahnen zu Lasten des Baukontos der Pfälzischen Ludwigsbahn von einem Konsortium der Firmen Waggonbau Rastatt, Schuckert Nürnberg und AFA Berlin hergestellt.

## Entwicklung
Die Pfälzischen Eisenbahnen erprobten ab 1896 verschiedene „Omnibuswagen mit elektrischem oder Gasmotorenantrieb“. Vom 25. Mai bis 31. Dezember 1896 legten die zwei von der Lieferfirma kostenlos überlassenen Akkumulatortriebwagen auf der schmalspurigen Strecke zwischen Ludwigshafen und Mundenheim 20.796 km zurück und beförderten 72.400 Personen. 1897 betrug die Laufleistung der Fahrzeuge 36.285 km, sie wurden anschließend an die Lieferfirma zurückgegeben.
Diese positiven Erfahrungen veranlassten die Direktion der Pfälzischen Eisenbahnen, den Probebetrieb von Regelspurfahrzeugen anzugehen. Die Firmen Akkumulatorfabrik Hagen und Schuckert & Cie Nürnberg stellten kostenlos die Ausrüstung für zwei Testfahrzeuge zur Verfügung, welche von der Werkstätte Ludwigshafen aus zweiachsigen Abteilwagen der III. Klasse umgebaut wurden. Ab dem Februar 1897 wurden die Versuchsfahrten mit den Wagen Pfalz.B. 226 und Pfalz.B. 5135 auf den Strecken Ludwigshafen-Neustadt bzw. Ludwigshafen-Frankenthal durchgeführt. Ab dem 1. Mai 1897 standen die beiden Fahrzeuge im Regeleinsatz. Die Fahrten erfolgten je mit einem Motorwagen und einem bis zwei Anhängerwagen.

## Beschaffung
Auf Grund der guten Ergebnisse mit den Versuchsfahrzeugen beschloss das Direktorium der Pfälzischen Eisenbahnen 1899 die Beschaffung von weiteren Regelspurfahrzeugen. Dies waren neben den dreiachsigen MC vier vierachsige Drehgestellwagen mit der Achsfolge Bo’2’. Die Auslieferung verzögerte sich etwas, so dass 1900 erst zwei Wagen und 1902 die restlichen Zwei zur Auslieferung kamen. Die pfälzischen Akkumulatortriebwagen wurden in den Bestand der Wagen eingereiht. Die pfälzischen MBCC hatte im Wagenstandsverzeichnis von 1913 die Blatt-Nr. 48.

## Einsatz
Die Einsatzstrecken der vier MBCC der Pfalzbahn befanden sich auf den Flachlandstrecken der Vorderpfalz und waren:
| Strecke                             | Laufstrecken |
| ----------------------------------- | ------------ |
| Ludwigshafen – Neustadt a. d. Hardt | 30 km        |
| Ludwigshafen – Schifferstadt        | 25 km        |
| Ludwigshafen – Frankenthal          | 22 km        |
| Ludwigshafen – Worms                | 44 km        |
| Landau – Neustadt a. d. Hardt       | 19 km        |
| Landau – Winden                     | 25 km        |
| Landau – Annweiler                  | 30 km        |
| Neustadt a. d. Hardt – Dürkheim     | 31 km        |

Ladestellen für die Fahrzeuge befanden sich in den Bahnhöfen Ludwigshafen, Neustadt, Landau und Schifferstadt. Mit der Stationierung der Wagen 8856 und 8859 nach Kaiserslautern wurde vermutlich im dortigen Bahnbetriebswerk am Hauptbahnhof eine Ladestelle eingerichtet.
Unterhaltung und Wartung fanden in der Hauptwerkstätte in Ludwigshafen statt. Mit der Klassenreform von 1907 wurden bei den pfälzischen MBCC die Abteile der dritten Klasse in solche der vierten Klasse bei Beibehaltung der Aufteilung umgewandelt. Mit der Aufgabe der vierten Klasse erfolgte eine Rückumwandlung.
Zur Vergrößerung des Platzangebots der dritten Klasse wurde im Bedarfsfall ein Abteilwagen mit ca. 50 Sitzplätzen angehängt.

## Verbleib
Alle Wagen wurden 1909 bei der Übernahme und Integration der Pfälzischen Eisenbahnen in die königlich Bayerischen Staatsbahnen in deren Wagenpark eingereiht. 1925 wurden die Wagen von der Deutschen Reichsbahn übernommen und der Direktion Ludwigshafen zugeordnet. 1922 waren die Wagen 8 856 und 8 859 in Bahnbetriebswerk Landau stationiert, während die Wagen 8 857 und 8 858 in der Lokstation Schifferstadt, einer Dependance des Bahnbetriebswerkes Neustadt, beheimatet waren. Die Landauer Wagen kamen 1926 nach Kaiserslautern und wurden dort für Betriebsfahrten zum Ausbesserungswerk beziehungsweise zum Rangierbahnhof Einsiedlerhof eingesetzt. Die tägliche Laufleistung betrug dabei 152 km. Die beiden anderen Wagen pendelten zwischen Schifferstadt und Speyer, wobei sie pro Wagen und Tag auf eine Laufleistung von 104 km kamen.
Bei der Umnummerierung der Fahrzeuge durch die DR erhielten sie die Nummern AT 207 bis AT 210. Im Februar 1928 kamen die Wagen AT 207 und AT 208 zur RBD Münster, Station Rheine. 1929 folgte die Verlegung des Wagens AT 209 nach Münster, während der Wagen AT 210 in Ludwigshafen ausgemustert wurde. 1930 wurde der Wagen AT 209 ebenfalls nach Rheine verlegt und dort im Oktober 1934 ausgemustert. Die Ausmusterung der beiden letzten Wagen (AT 207 und AT 208) erfolgte im Jahr 1936. Damit endete der Einsatz für die pfälzischen Akkumulator-Triebwagen. Die Pfälzischen Eisenbahnen spielten hier eine Vorreiterrolle für den Einsatz bei anderen Bahngesellschaften, beispielsweise bei der benachbarten Preußisch-Hessischen Eisenbahn.

## Konstruktive Merkmale

### Untergestell
Das Untergestell war komplett aus Stahlprofilen zusammen genietet. Zur Unterstützung des Chassis wurden wegen der Länge des Wagenkastens die äußeren Längsträger durch ein Sprengwerk verstärkt. Als Zugvorrichtung waren Schraubenkupplungen und als Stoßvorrichtung Stangenpuffer eingebaut. Wegen der großen Fahrzeugbreite (sie betrug 3.000 mm) konnten keine feststehenden Auftritte zu den Abteiltüren eingebaut werden. Sie erhielten daher einen Klappmechanismus, der die Einhaltung des Lichtraumprofils erlaubte.

### Wagenkasten
Der Wagenaufbau war eine mit Blechen verkleidete Holz-Ständerkonstruktion. Die Seitenwände waren nach unten leicht eingezogen, das Wagendach hatte eine flache Rundung. Das gesamte  Erscheinungsbild entsprach dem eines Abteilwagens. An beiden Enden waren Führerstände mit nach vorne schräg zulaufenden Seitenwänden und Stirnfenstern. In den Fahrzeugenden befanden sich sowohl die Führerstandstüren als auch die Zugänge zu den Abteilen der zweiten Klasse. Zur Ableitung der bei der Akkumulatorenentladung entstehenden Abgase befanden sich in Höhe der betroffenen Sitzbänke an den seitlichen Wänden Entlüftungshutzen.

### Laufwerk
Die Drehgestelle waren aus Blechen und Winkeln zusammengenietet und entsprachen in ihrer Bauform den Regeldrehgestellen mit 2500 mm Achsstand für Schnellzugwagen. In einem Drehgestell wurden die beiden Antriebsmotoren integriert. Der Antrieb erfolgte mit einer Zahnradübersetzung von 1:3 auf die beiden Drehgestellachsen. Als Bremsen standen neben der elektrischen Motorbremse an jedem Wagenende Spindelhandbremsen zur Verfügung, welche beidseitig auf die Achsen des jeweiligen Drehgestells wirkten.

### Fahrgastraum
Der Wagen war mit durchgehendem Mittelgang konstruiert. An den beiden Wagenenden befanden sich Führerstände. Daran anschließend kamen zwei Abteile zweiter Klasse. Diese waren durch Zwischenwände mit Durchgangstüren von den in der Wagenmitte befindlichen sechs Abteilen der dritten Klasse getrennt. Da die Wagen im lokalen Verkehr eingesetzt wurden, war ein schneller Fahrgastwechsel erforderlich. Dazu wurden, wie bei Abteilwagen im Bereich der dritten Klasse, je Fahrzeugseite sechs nach außen aufschlagende Abteiltüren eingebaut. Die Abteile der zweiten Klasse waren mit Polstersitzen, die der dritten Klasse mit Holzlattenbänken ausgestattet.
Die Beleuchtung erfolgte mit elektrischen Glühlampen, der Strom wurde den Akkumulatoren entnommen. Beheizt wurden die Wagen mit von außen beschickten Presskohleöfen. Dazu befanden sich unter zehn Sitzreihen Heizkörper. Die Belüftung erfolgte durch vier Torpedolüfter auf dem Wagendach, zusätzlich konnten die Fenster der Abteiltüren geöffnet werden.

### Antrieb
Der Antrieb erfolgte über zwei vierpolige Hauptstrommotoren zu je 30 kW. Zum Anfahren wurden die Motoren parallel geschaltet, nach Erreichen von 25 km/h wurden sie in Reihe geschaltet. Die Stromversorgung wurde durch insgesamt 156 Akkumulatoren vom Typ VII G C 100 mit einer Kapazität von 225 Ah je Zelle sichergestellt. Während der Fahrt waren sämtliche Zellen in Reihe geschaltet. Die Speicherelemente wurden unter 26 aufklappbaren Sitzen eingebaut. Sie konnten zum Wechseln mittels einer Hebevorrichtung durch die Türen herausgehoben werden. Während des Ladevorgangs wurden die Zellen in zwei Reihen zu je 78 Elementen parallel geschaltet. Die Entlüftung der Batterien erfolgte durch statische Lüfter (Staurohre) in den Seitenwänden. Der Fahrbereich der anfänglich verwendeten Großoberflächen-Akkumulatoren betrug 30 – 40 km. Sie wurden später durch Gitterplatten-Akkumulatoren ersetzt die einen Fahrbereich von bis zu 100 km ermöglichten.

## Wagennummern
|               | Herstelldaten | Herstelldaten              | Herstelldaten | Wagennummern je Epoche Gattungszeichen | Wagennummern je Epoche Gattungszeichen | Wagennummern je Epoche Gattungszeichen | Wagennummern je Epoche Gattungszeichen |
| Muster- blatt | Baujahr       | Hersteller                 | Anz.          | ab 1875                                | ab 1909                                | ab 1920                                | ab 1926                                |
| ------------- | ------------- | -------------------------- | ------------- | -------------------------------------- | -------------------------------------- | -------------------------------------- | -------------------------------------- |
|               |               |                            |               | M.B.C.C.                               | MBCC                                   | BC4eaT Bay 00                          | eaT Bay 00 Ludwigshafen                |
| 48            | 1900          | Rastatt, Schuckert und AfA | 2             | 8 856, 8 857                           | 8 856, 8 857                           | AT 207, AT 208                         | AT 207, AT 208                         |
| 48            | 1902          | Rastatt, Schuckert und AfA | 2             | 8 858, 8 859                           | 8 858, 8 859                           | AT 209, AT 210                         | AT 209, AT 210                         |